# 샘 켄드릭스
샘 켄드릭스(영어: Sam Kendricks, 1992년 9월 7일~)는 미국의 육상 선수이다. 주 종목은 장대높이뛰기이며, 2016년 하계 올림픽에서 동메달을 획득했고 2024년 하계 올림픽에서 은메달을 획득했다.